# Tiefenklein
Tiefenklein ist ein Gemeindeteil des Marktes Küps im Landkreis Kronach (Oberfranken, Bayern).

## Geographie
Das Dorf liegt auf freier Flur am Fuß des Tobes (385 m ü. NHN, 0,7 km südwestlich). Es entspringt dort der Tobersbach, ein linker Zufluss der Zweinzen. Eine Gemeindeverbindungsstraße führt nach Küps zur Kreisstraße KC 13 (2,2 km nordwestlich) bzw. nach Hain (1 km südlich). Weitere Gemeindeverbindungsstraßen führen nach Eichenbühl (1,1 km südlich) und zu einer Gemeindeverbindungsstraße (1,2 km südwestlich) zwischen Burkersdorf im Westen und Hain im Osten.

## Geschichte
Gegen Ende des 18. Jahrhunderts bestand Tiefenklein aus 13 Anwesen. Das Hochgericht übten die Rittergüter Wildenroth und Strössendorf im begrenzten Umfang aus, sie hatten ggf. an das bambergische Centamt Weismain auszuliefern. Das Rittergut Wildenroth hatte die Dorf- und Gemeindeherrschaft inne. Grundherren waren das Rittergut Wildenroth (2 Höfe, 4 Fronsölden, 1 Gut, 1 Haus), das Rittergut Strössendorf (2 Halbhöfe, 1 Zweidrittelgütlein, 1 Tropfhaus) und das Rittergut Tüschnitz (1 Hof als Freieigen).
Mit dem Gemeindeedikt wurde Tiefenklein dem 1808 gebildeten Steuerdistrikt Hain und der 1818 gebildeten Ruralgemeinde Hain zugewiesen. Am 1. Januar 1972 wurde Tiefenklein im Zuge der Gebietsreform in Bayern in die Gemeinde Küps eingegliedert.

### Ehemaliges Kunstdenkmal
- Haus Nr. 11: Zweigeschossiger Wohnstallbau mit Satteldach. Erdgeschoss massiv, Obergeschoss verschiefert, am Giebel Tafel mit der Bezeichnung „AAP 1810“; Reste dekorativer Bemalung.[6]

### Einwohnerentwicklung
| Jahr      | 001818 | 001861 | 001871 | 001885 | 001900 | 001925 | 001950 | 001961 | 001970 | 001987 |
| Einwohner | 83     | 81     | 103    | 101    | 100    | 92     | 135    | 88     | 70     | 71     |
| Häuser    | 13     |        |        | 17     | 16     | 17     | 14     | 14     |        | 16     |
| Quelle    | [ 5 ]  | [ 8 ]  | [ 9 ]  | [ 10 ] | [ 11 ] | [ 12 ] | [ 13 ] | [ 14 ] | [ 15 ] | [ 1 ]  |

## Religion
Der Ort ist seit der Reformation evangelisch-lutherisch geprägt und war ursprünglich nach Zur Heiligen Dreifaltigkeit in Weißenbrunn gepfarrt, seit dem 19. Jahrhundert ist die Pfarrei Heilige Dreifaltigkeit in Hain zuständig.